# Mughiphantes cornutus
Mughiphantes cornutus là một loài nhện trong họ Linyphiidae.
Loài này thuộc chi Mughiphantes. Mughiphantes cornutus được Ehrenfried Schenkel-Haas miêu tả năm 1927.